# Keckiella breviflora
Keckiella breviflora är en grobladsväxtart som först beskrevs av John Lindley, och fick sitt nu gällande namn av Richard Myron Straw. Keckiella breviflora ingår i släktet Keckiella och familjen grobladsväxter. Utöver nominatformen finns också underarten K. b. glabrisepala.

## Bildgalleri

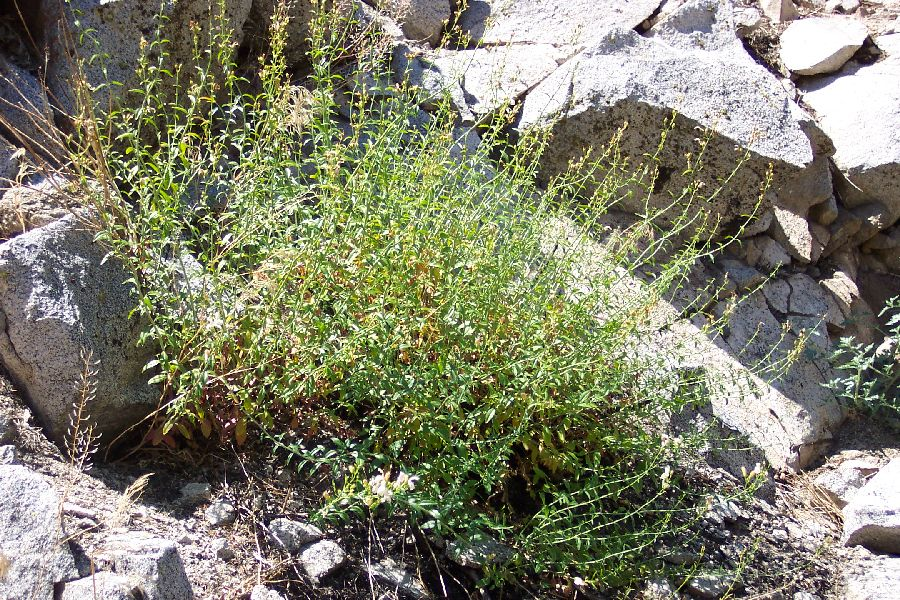